# State of Affairs
State of Affairs è una serie televisiva statunitense trasmessa dal 17 novembre 2014 sulla NBC. La NBC ha acquistato i diritti della serie nel settembre 2013. Nel gennaio 2014, la rete ne ha ordinato un episodio pilota. Nel maggio 2014 è stato dato il via alla produzione della serie. Nel 2015 la serie è stata cancellata dalla NBC, dopo una sola stagione, a causa dei cattivi ascolti ottenuti.
In Italia è andata in onda dal 7 settembre al 30 novembre 2015 su Premium Stories. Da sabato 9 aprile 2016 viene trasmessa anche su Canale 5 in seconda serata.

## Trama
Charleston Tucker è una delle migliori analiste della CIA e il suo compito principale è organizzare e dare le giuste priorità alle crisi internazionali che il Presidente degli Stati Uniti deve affrontare. Oltre a essere a capo di una squadra di persone preposte a questo unico, delicato, lavoro, Charlie ha anche un altro tipo di relazione con il Presidente: era infatti la fidanzata di suo figlio, ucciso tragicamente in un attacco terroristico. Sopravvissuta a quello stesso attacco, Charlie è determinata a elargire giustizia e punire i responsabili. Cercando di mantenere un equilibrio con un lavoro estremamente stressante e al tempo stesso di trovare gli assassini del suo fidanzato, Charlie scopre uno scioccante mistero proprio mentre sta indagando sulla morte di quest'ultimo.

## Episodi
| Stagione       | Episodi | Prima TV USA | Prima TV Italia |
| -------------- | ------- | ------------ | --------------- |
| Prima stagione | 13      | 2014-2015    | 2015            |

## Personaggi e interpreti

### Personaggi principali
- Charleston "Charlie" Whitney Tucker, interpretata da Katherine Heigl, doppiata da Barbara De Bortoli.
- Presidente Constance Payton, interpretata da Alfre Woodard, doppiata da Emanuela Baroni.
- Lucas Newsome, interpretato da Adam Kaufman, doppiato da Guido Di Naccio.
- Maureen James, interpretata da Sheila Vand, doppiata da Chiara Oliviero.
- Kurt Tannen, interpretato da Cliff Chamberlain, doppiato da Gabriele Sabatini.
- Dashiell Greer, interpretato da Tommy Savas, doppiato da Ezio Conenna.
- David Patrick, interpretato da David Harbour, doppiato da Edoardo Nordio.

### Personaggi ricorrenti
- Jack Dawkins, interpretato da Derek Ray.
- Syd Vaslo, interpretato da James Remar, doppiato da Pierluigi Astore.
- Omar Abdul Fatah, interpretato da Farshad Farahat, doppiato da Enrico Pallini.
- Aaron Payton, interpretato da Mark Tallman, doppiato da Massimo Lodolo.
- Nick Vera, interpretato da Chris McKenna.
- Raymond Navarro, interpretato da Nestor Carbonell, doppiato da Francesco Prando.
- First Gentleman Marshall Payton, interpretato da Courtney B. Vance, doppiato da Stefano Mondini.
- Earl Givens, interpretato da Christopher Michael Holley.
- Senatrice Kyle Green, interpretata da Melinda McGraw.
- Emily/Melissa Anchez, interpretata da Jenny Pellicer.
- Aleek Al Moosari, interpretato da Nick Shakoour.
- Professore Ahmad Ahmadi, interpretato da Anil Kumar.
- Dale Scott, interpretato da Cress Williams.
- Victor Gantry, interpretato da Adam Arkin.
- Senatore Burke, interpretato da Rex Linn.
- DD Banks, interpretato da Matthew Lillard.